# الزريقية
الزريقية قرية سوريّة تتبع إداريًّا لمحافظة ريف دمشق منطقة مركز ريف دمشق ناحية الكسوة، بلغ تعداد سكانها 1339 نسمة حسب التعداد السكاني لعام 2014.